# Анальный миаз
Ана́льный (ректа́льный) миа́з (лат. myiasis analis (rectalis)) — миаз заднего прохода.

## Клиническая картина
Предрасполагающими факторами для развития данного миаза являются заболевания анальной области, нечистоплотность.
Заражение возможно в связи с проникновением личинок с загрязнённого белья, либо мухи откладывают яйца на перианальную область, откуда личинки вползают в кишечник (так называемый ректальный миаз). 
К ректальному миазу способны личинки Eristalis Tenax (см. Эристалёз), Fannia canicularis (см. Фанниаз), Muscina stabulans (см. Мускиноз) и др. 
Анальный миаз вызывают личинки Musca Nebulo. 
Описан анальный миаз у больного раком перианальной области. На болезнь указывают сильные боли в анальной области. Инвазия сопровождалась развитием язв. Лечение заключалось в удалении личинок. 
Выпадение прямой кишки (ректальный пролапс) также может быть предрасполагающим фактором: описан случай миаза при данной патологии. Обследование выявило некроз тканей, пострадавших от личинок. Наблюдался также гной и большое количество личинок. Лечение: удаление личинок под анестезией, обработка ран.
Анальный миаз описан и у домашних животных (собак и др.).

## Лечение
Лечение: удаление личинок, обработка ран. Прогноз благоприятный.